# ジョージ・スティーヴンス
ジョージ・クーパー・スティーヴンス（George Cooper Stevens、1904年12月8日 - 1975年3月8日）は、アメリカ合衆国の映画監督、映画プロデューサー、脚本家、撮影監督。アカデミー賞受賞者。映画芸術科学アカデミー会長（1958-1959年）。戦前はジャンルを問わない商業映画で活躍したが、戦後は主にアメリカの家庭を舞台にした重厚なドラマを撮り続けた。

## 人物・経歴

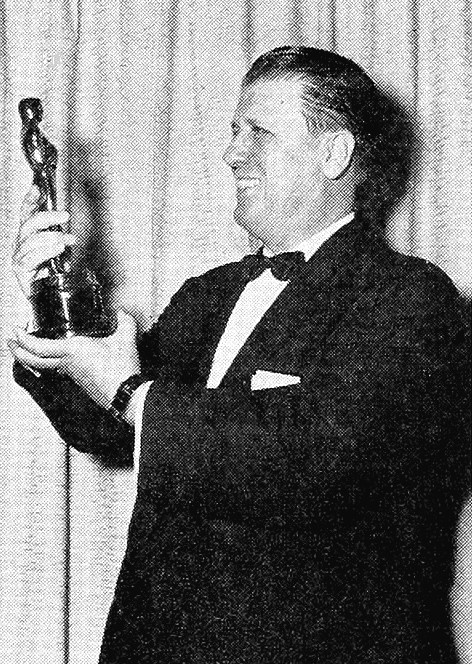
第29回アカデミー賞授賞式（1957年開催）にて。

カリフォルニア州オークランド生まれ。1921年にアシスタント・カメラマンとして映画入り、1927年、ハル・ローチの元で極楽コンビことローレル&ハーディの短編映画を手がける。1932年にユニヴァーサルで助監督に昇格し、のちにRKOに移籍する。
1933年に念願の監督デビューを果たす。1935年、キャサリン・ヘプバーン主演の『乙女よ嘆くな』がアカデミー作品賞にノミネートされ、出世作となる。以降はフレッド・アステアとジンジャー・ロジャースの名コンビを配した『有頂天時代』、キャサリン・ヘプバーンとスペンサー・トレイシーが最初に共演した『女性No.1』、ケーリー・グラント主演で冒険活劇『ガンガ・ディン』や人情喜劇『愛のアルバム』などジャンルを問わず娯楽作を世に送り出し、いずれも大ヒットした。また1942年の『希望の降る町』と1943年の『The More the Merrier』でアカデミー作品賞に連続でノミネートされた。
戦前は娯楽映画を中心に撮ったが、第二次世界大戦中はアメリカ陸軍の映画斑に所属して戦意高揚映画の製作にあたった。西部戦線では連合軍の進撃に随行し、なかでもダッハウ強制収容所では解放直後から現場の記録撮影に従事し、ニュルンベルク裁判ではそのフィルムで制作された映画が証拠として上映された。
凄惨な戦争を実体験したことから、戦後は人間の内面を描いた作風に変わる。1948年の『ママの想い出』を皮切りに、1951年にジョセフ・フォン・スタンバーグ監督の『アメリカの悲劇』のリメイク『陽のあたる場所』でアメリカの上流社会を夢見る若者の悲劇を描き、見事アカデミー監督賞を受賞。続いて1953年、西部劇の名作『シェーン』で少年の視点を通して西部に生きる開拓者とガンマンの交流を描き出した。
そして1955年、壮大な家族ドラマでジェームズ・ディーンの遺作となった『ジャイアンツ』でその名声を決定的なものにした。本作では2度目のアカデミー監督賞を受賞、アメリカの家庭劇を中心に描いたことから、ドメスティック・リアリズムの巨匠と称された。映画作りに関しては常に完璧主義者で、その作風は一つ一つのシーンやショットに画面の美しさと伏線的な効果を求めた為に、納得するまで何度もテイクを重ねることになり、ある時にはワン・シーンを撮るのに数ヶ月かかることがあったという。その為、会社上層部とは常に険悪な仲だったという。しかも、テレビ対策でハリウッドが進めるシネマスコープやシネラマにも批判的で、1953年「ワイドスクリーンは中学の卒業記念写真に適当だ」とまで公言した（『タイム』1953年5月号）。
しかし、ワイドスクリーンに対しては方針を改め、1959年に初めてシネマスコープを採用して『アンネの日記』を発表。さらに、5年の歳月をかけて製作した1965年の『偉大な生涯の物語』はシネラマを採用した。それ以降は映画監督としては目立った活動はしていない。1970年にはベルリン映画祭で審査委員長をつとめたが、1966年にベトナムで起こった米兵士による少女レイプ・殺害事件を元にしたミヒャエル・ヘルホーファンの西独作品『O.K.』のボイコットを提案し、その結果全審査員が辞任。賞選定も行われないという混乱をもたらした。1975年、カリフォルニア州ランカスターで心臓発作で亡くなった。
1958年から1959年にかけて、映画芸術科学アカデミーの会長をつとめる。
手法としてオーヴァーラップを好み、シーンの変わり目などで多く使われて、ジョージ・スティーヴンスの文体のようになっていた。
息子のジョージ・スティーヴンス・Jrはアメリカン・フィルム・インスティチュートの代表職を長年務め、アメリカ映画の保存と後進の育成に尽力した。

## フィルモグラフィー
- 『乙女よ嘆くな』- Alice Adams 1935年
- 『愛の弾丸』- Annie Oakley 1935年
- 『有頂天時代』- Swing Time 1936年
- 『踊る騎士』- A Damsel in Distress 1937年
- 『偽装の女』- Quality Street 1937年
- 『モーガン先生のロマンス』- Vivacious Lady 1938年
- 『ガンガ・ディン』- Gunga Din 1939年
- 『病院の一夜』- Virgil in the Night 1940年
- 『愛のアルバム』- Penny Serenade 1941年
- 『女性No.1』- Woman of the Year 1942年
- 『希望の降る街』- The Talk of the Town 1942年
- 『陽気なルームメイト』- The More the Merrier 1943年
- 『ママの想い出』- I Remember Mama 1948年 - キネマ旬報ベスト・テン 第3位
- 『陽のあたる場所』- A Place in the Sun 1951年 - キネマ旬報ベスト・テン 第10位
- 『生きるためのもの』- Something to Live For 1952年
- 『シェーン』- Shane 1953年 - キネマ旬報ベスト・テン 第7位
- 『ジャイアンツ』- Giant 1956年
- 『アンネの日記』- The Diary of Anne Frank 1959年
- 『偉大な生涯の物語』- The Greatest Story Ever Told 1965年
- 『この愛にすべてを』- The Only Game in Town 1970年